# Yalda-Nacht
Die Yalda-Nacht, persisch شب يلدا Schab-e Yaldā, DMG šab-e yaldā, ‚Nacht der Geburt‘ (zusammengesetzt aus persisch šab, „Nacht“, und aramäisch yaldā ‚Geburt‘), ist ein altiranisches Fest, das in der „längsten und dunkelsten Nacht des Jahres“ in Iran, Kurdistan, Aserbaidschan, Tadschikistan und Afghanistan gefeiert wird. Es ist die Nacht der Wintersonnenwende, nach derzeitigem Kalender vom 21. auf den 22. Dezember (im Schaltjahr der Nacht vom 20. auf den 21. Dezember). Im iranisch-zoroastrischen Kalender entspricht dies der Nacht vom 30. Azar (Feuer) auf den 1. Dey (Schöpfer). Zugleich ist Yalda auch das Fest am „Vorabend der ersten vierzig Tage des Winters“. Das Fest stammt ursprünglich aus altiranischer Zeit und wird noch heute mehrheitlich von den Völkern des iranischen Kulturkreises und Zentralasiens gefeiert. Es handelt sich dabei um die Geburt des (vorzarathustrischen Sonnengottes) Mithra (mittel- und neu-persisch مهر, DMG Mihr, ‚Licht, Liebe, Barmherzigkeit, Freundschaft, Freundlichkeit, Mitgefühl‘), dessen Symbol das gleichschenklige Kreuz (+) ist.

## Name und Geschichte
Ein weiterer persischer Name des Festes ist Schab-e Tschelle(h) (Schab-e Tschehel), „Nacht der Vierzig (Tage)“. Dies war ursprünglich kein Fest, sondern ein religiöser Brauch, um sich in der längsten und dunkelsten Nacht des Jahres gegen das Böse zu schützen. In der zoroastrischen Tradition waren Nachtstunden eine Zeit der Dämonen (siehe dews) und anderer böser Handlanger des satanischen Ahrimans. Zudem glaubte man, dass die dunklen Mächte in der längsten und dunkelsten Nacht des Jahres besonders stark und aktiv seien, und den Menschen wurde entsprechend empfohlen achtsam zu bleiben und den Schutz in der Menge mit vertrauten Freunden und Verwandten zu suchen. Aus diesem Brauch entwickelte sich das Familienfest, wie es heute noch besteht.
Die Zahl vierzig (tschehel) im Namen Schab-e Tschehel, gesprochen Schab-e Tschelleh, ist ein Verweis auf den ersten vierzigtägigen Abschnitt des Winters, der am Tag nach Schab-e Tschelleh beginnt. Der ebenfalls verwendete Name des Festes bzw. dessen Vorabends ist Yalda. Einigen Gelehrten zufolge stamme dieses Wort ursprünglich aus dem Christentum, genauer aus Zweigen der frühen Kirche des Ostens, wie sie im Sassanidenreich vertreten war und dort Schutz fand. In dem mittelaramäischen Dialekt, wie er von dieser Ostkirche, aber auch allgemein bereits seit Jahrhunderten im Iranischen Reich als Verkehrssprache verwendet wurde, bedeutet Yalda wörtlich Geburt und wurde im christlichen Sinn als Begriff für Geburt Christi interpretiert. Obwohl nicht klar ist, welchen Weg dieser Begriff genommen hatte, wurde Heiligabend in der frühen Kirche in der Nacht zur Wintersonnenwende zelebriert, in eben derselben Nacht wie Schab-e Tschelleh. Es wird angenommen, dass diese Gemeinsamkeit dazu führte, dass der Name des traditionellen Festes auf das christliche Fest übertragen wurde. Heute sind beide Begriffe austauschbar.
Beide Begriffe sind erst aus islamischer Zeit belegt. Ein älterer Name des Nachtfestes ist nicht bekannt, nur der des darauffolgenden Tages. Dieser Tag, der 1. Tag des 10. Monats, ist einer der zwölf Namenstage des zoroastrischen Kalenders, in diesem Fall, weil die Widmung des 1. Tages (genannt Ormazd) jeden Monats und die Widmung des gesamten 10. Monats (genannt Dae, das heißt Schöpfer, das Standard-Epitheton von Ormazd) sich an diesem Tag kreuzen. Entsprechend wurde der Tag in besonderem Maße der Schöpfung/Schöpfungstat des Ahura Mazdas geweiht und als Dschaschn-e Ormazd gefeiert. Noch im 10. Jahrhundert, also lange nach dem Sturz des zoroastrischen Sassanidenreiches, bezeugte al-Bīrūnī die Bedeutung des Tages und die seinerzeit (in Chorasmien) verwendeten Namen Khorram-ruz ‚froher Tag‘, Kwar-ruz ‚Sonne-Tag‘ oder Navad-ruz ‚neunzig Tage [bis zum Nowruz]‘.
Im November 2022 wurde Yalda in die UNESCO-Liste des immateriellen Kulturerbes der Menschheit aufgenommen.

## Bräuche

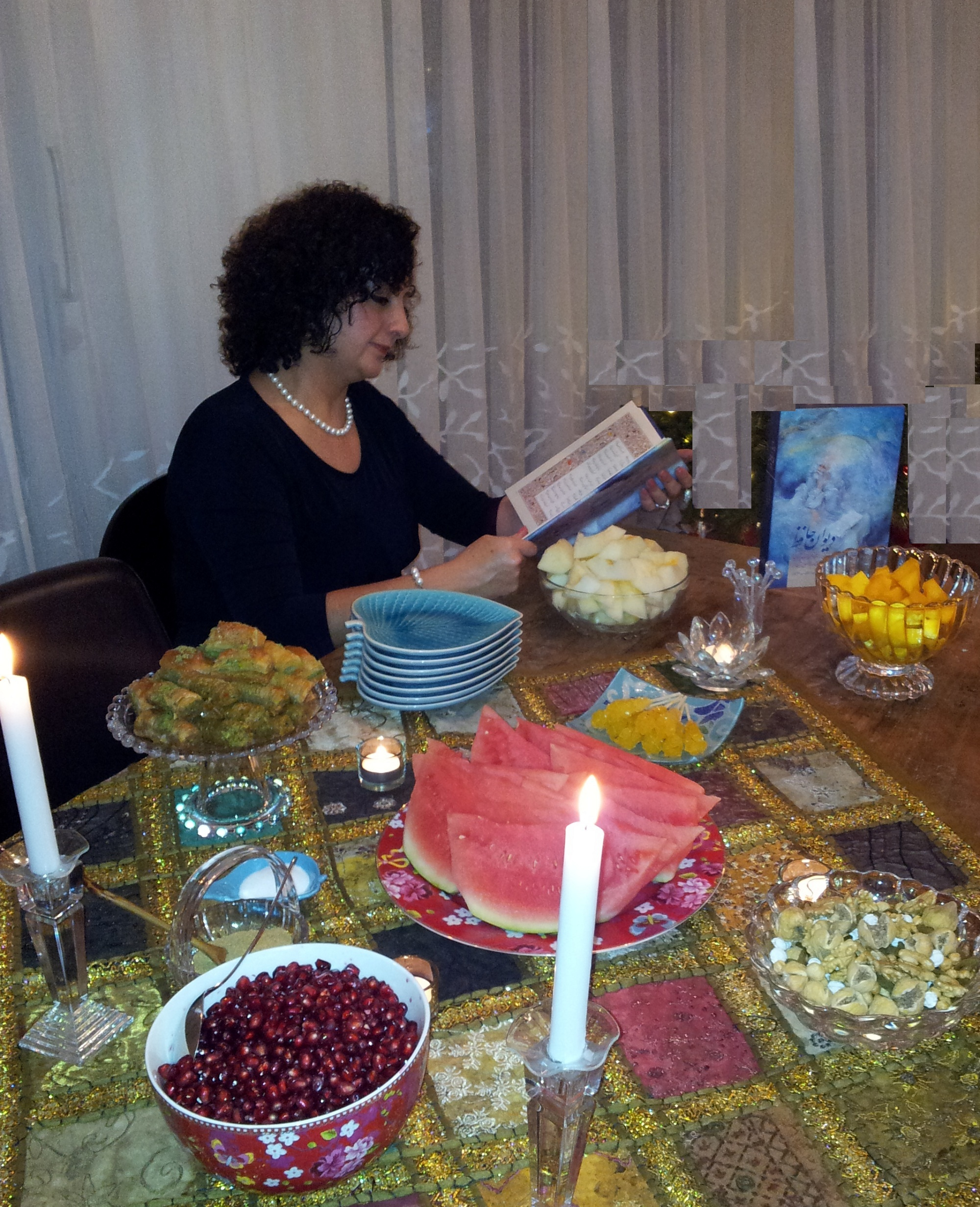
Iranerin beim Rezitieren von Hafis-Gedichten am gedeckten Tisch zur Yalda-Nacht

In der Yalda-Nacht finden sich Freunde und Verwandte in den Häusern der Ältesten zusammen, wo sie die Nacht über gemeinsam feiern. Traditionell werden zu diesem Anlass vor allem Melonen, Granatäpfel, rote Trauben in Kongina / کنگينه genannten luftdichten Tonschalen konserviert und es wird Backobst gegessen. Meist sitzt man um das Korsi und liest aus dem Dīwān des persischen Dichters Hafis vor. Hierbei handelt es sich um das Fal-e Hafez / فال حافظ, also um eine Art Orakelbefragung oder Weissagung anhand der Hafez-Gedichte.
Ein weiterer Brauch ist das Entzünden eines großen Feuers, das Licht und Hoffnung repräsentiert. Die Menschen freuen sich, dass das Licht neu geboren wird und sich gegen die Dunkelheit durchsetzt, denn nach der Yalda-Nacht werden die Tage wieder länger.
In der altpersischen Tradition kam der Herrscher in der Yalda-Nacht vom Thron herab und begab sich in die Wüste. Er schickte Diener und Wächter in den Urlaub und ging in ein Dorf, um dort die Nacht mit einfachen Bauern zu verbringen und ihnen zuzuhören.

## Die Yalda-Nacht in der Dichtung
Die Yalda-Nacht hat viele persische Dichter, darunter Onsuri, Nāsir-i Chusrau, Dschalal ad-Din Rumi, Hafis, Saadi und Dschami zu Gedichten inspiriert. Zwei Beispiele: